# Hugh Jackman/Filmografie

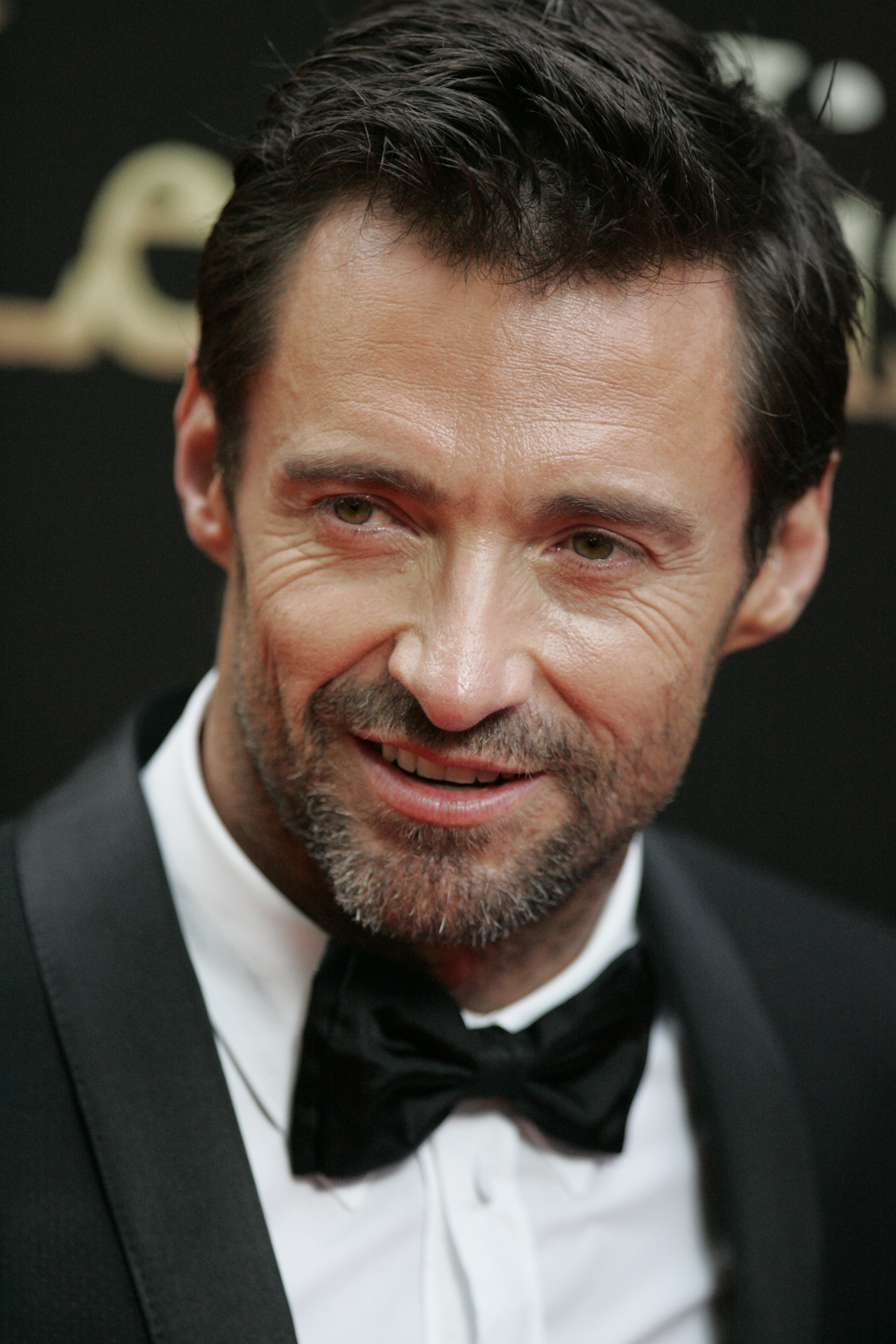
Hugh Jackman (2012)

Hugh Jackmans Filmografie nennt die Filme, in denen der australische Filmschauspieler Hugh Jackman mitgewirkt hat. Jackman spielte seit den 1990er Jahren in zahlreichen Filmen als Darsteller mit.
Er hatte sein Filmdebüt in dem Film Trucker mit Herz (original: Paperback Hero) von Antony J. Bowman im Jahr 1999, nachdem er bereits seit 1994 in verschiedenen Fernsehserien sowie als Musicaldarsteller auftrat. Besonders bekannt wurde Jackman in der Rolle des „Wolverine“ in der X-Men-Reihe sowie durch die Hauptrolle in dem Thriller Passwort: Swordfish (2001). Für seine Rolle des Jean Valjean in dem Film Les Misérables im Jahr 2012 wurde er mit dem Golden Globe Award als bester Hauptdarsteller ausgezeichnet und für den Oscar nominiert.

## Erklärung

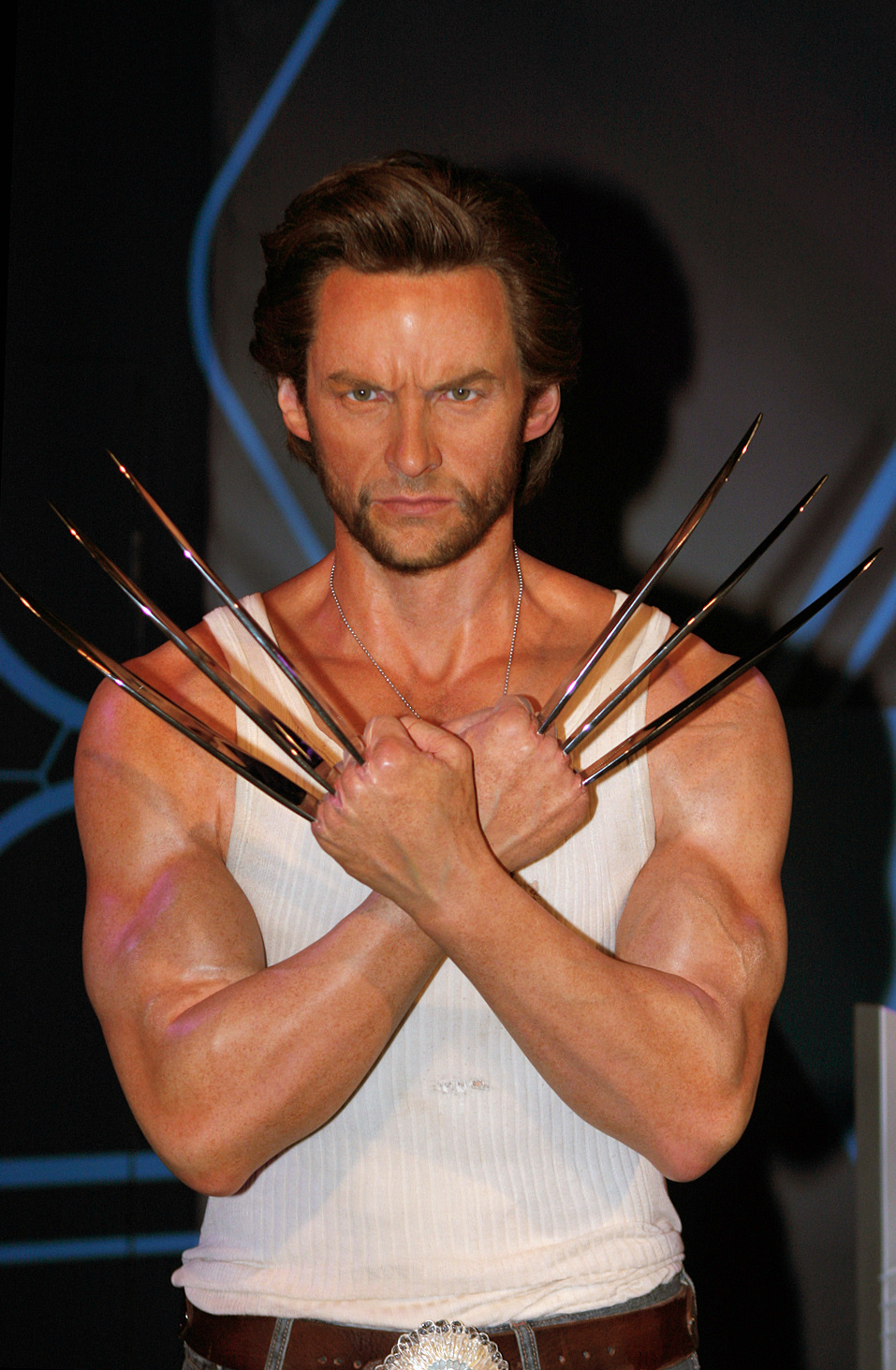
Hugh Jackman als Wolverine; Wachsfigur in Madame Tussauds

- Jahr: Nennt das Jahr, in dem der Film erstmals erschienen ist.
- Deutscher Titel: Nennt den deutschen Titel des Films. Manche Filme sind nie in Deutschland erschienen.
- Originaltitel: Nennt den Originaltitel des Films.
- Regisseur: Nennt den Regisseur des Films.
- Genre: Nennt das Genre des Films (bsp. Abenteuerfilm, Science-Fiction, Horrorfilm, Komödie oder Drama).
- Min.: Nennt die ursprüngliche Länge des Films in der Kinofassung in Minuten. Manche Filme wurden später gekürzt, teilweise auch nur für deutschen Filmverleih. Kinofilme haben 24 Vollbilder pro Sekunde. Im Fernsehen oder auf DVD werden Filme im Phase-Alternating-Line-System (PAL) mit 25 Vollbildern pro Sekunde gezeigt, siehe PAL-Beschleunigung. Dadurch ist die Laufzeit der Filme im Kino um vier Prozent länger als im Fernsehen, was bei einer Kinolaufzeit von 100 Minuten eine Lauflänge von 96 Minuten im Fernsehen bedeutet.
- Credit: Nennt, ob Hugh Jackman im Film im Vor- und/oder Abspann genannt wird (Ja), oder nicht (Nein).
- Rolle: Beschreibt die Rolle Hugh Jackmans in groben Zügen. Unter Anmerkung stehen weitere Informationen zum Film.

## Filme
Die Liste der Filme enthält alle Kinofilme, bei denen Hugh Jackman eine Rolle gespielt hat, sowie eine Auswahl von Fernsehserien mit seiner Beteiligung.
| Inhaltsverzeichnis | 1990er | 2000er | 2010er |

| Jahr | Deutscher Titel                               | Originaltitel                           | Regisseur              | Genre                                                         | Min.     | Credit | Rolle |
| ---- | --------------------------------------------- | --------------------------------------- | ---------------------- | ------------------------------------------------------------- | -------- | ------ | --- |
|      |                                               |                                         |                        | 1990er                                                        |          |        | |
| 1994 | –                                             | Law of the Land: Win, Lose and Draw     | n. a.                  | Krimi, Drama; Fernsehserie: Staffel 3, Folge 13               | 50       | Ja     | Charles ‘Chicka’ McCray |
| 1995 | –                                             | Correlli                                | n. a.                  | Krimi, Drama; Fernsehserie: 10 Folgen                         | 50       | Ja     | Kevin Jones |
| 1995 | –                                             | Blue Heelers: Just Desserts             | Julian McSwiney        | Krimi, Drama; Fernsehserie: Staffel 2, Folge 33               | 60       | ja     | Brady Jackson |
| 1996 | –                                             | Snowy River: The McGregor Saga          | n. a.                  | Drama, Western; Fernsehserie: 5 Folgen, Staffel 4, Folgen 1–5 | 60       | ja     | Duncan Jones |
| 1998 | –                                             | Halifax: Afraid of the Dark             | Steve Jodrell          | Krimi; Fernsehserie: Staffel 3, Folge 3                       | 101      | ja     | Eric Ringer |
| 1999 | Trucker mit Herz                              | Paperback Hero                          | Antony J. Bowman       | Komödie, Liebesfilm                                           | 96       | Ja     | Jack Willis, ein Trucker, der einen Liebesroman veröffentlicht und aus Angst, sein Image zu gefährden, diesen als Roman einer Freundin verkauft. |
| 1999 | –                                             | Erskineville Kings                      | Alan White             | Drama                                                         | 90       | Ja     | Wace; Bruder von Barky |
| 1999 | Oklahoma!                                     | Oklahoma!                               | Trevor Nunn            | Musical (Oklahoma!), Fernsehfilm                              | 180      | Ja     | Curly McLain; Cowboy, der in Laurey Williams verliebt ist. |
|      |                                               |                                         |                        | 2000er                                                        |          |        | |
| 2000 | X-Men                                         | X-Men                                   | Bryan Singer           | Fantasy, Action, Mystery                                      | 100      | Ja     | Logan / Wolverine, ein Mutant mit Selbstheilungskräften und einem mit Adamantium verstärkten Skelett; Gemeinsam mit anderen Mutanten bildet er die X-Men im Institut für begabte Jugendliche aus.                                                                                         |
| 2001 | Passwort: Swordfish                           | Swordfish                               | Dominic Sena           | Thriller                                                      | 96       | Ja     | Stanley Jobson, Computerhacker; Jobson wird von Gabriel Shear beauftragt, einen Computerwurm zu programmieren, der einen Geldtransfer durchführen soll. |
| 2001 | Kate & Leopold                                | Kate & Leopold                          | James Mangold          | Komödie, Mystery                                              | 114      | Ja     | Leopold, Herzog von Albany; Leopold verfolgt Stuart Besser aus dem Jahr 1876 in die Gegenwart 2001 und lernt Kate McKay kennen. |
| 2001 | Männerzirkus                                  | Someone Like You                        | Tony Goldwyn           | Komödie                                                       | 93       | Ja     | Eddie Alden; Arbeitskollege von Jane Goodale und Ray Brown. |
| 2003 | X-Men 2                                       | X-2                                     | Bryan Singer           | Fantasy, Action, Mystery                                      | 128      | Ja     | Logan / Wolverine |
| 2003 | –                                             | Standing Room Only                      | Deborra-Lee Furness    | Drama, Kurzfilm                                               | n. a.    | Ja     | Roger; Steht in einer Schlange an, um letzte Tickets für ein Broadway-Stück zu ergattern. |
| 2004 | –                                             | Making the Grade                        | Corey Smith            | Drama, Kurzfilm                                               | n. a.    | Ja     | Mr. Slattery, ein von zwei Schülerinnen begehrter Lehrer |
| 2004 | –                                             | Van Helsing: The London Assignment      | Sharon Bridgeman       | Fantasy, Action, Mystery; Kurzfilm                            | 30       | Ja     | Dr. Gabriel Van Helsing (nur Stimme) |
| 2004 | Van Helsing                                   | Van Helsing                             | Stephen Sommers        | Fantasy, Action, Mystery                                      | 132      | Ja     | Dr. Gabriel Van Helsing; Van Helsing wird vom Vatikan beauftragt, das Leben der Prinzessin Anna Valerious zu beschützen und sie bei der Vernichtung des Grafen Dracula zu unterstützen, der ihr Land terrorisiert.                                                                        |
| 2006 | X-Men: Der letzte Widerstand                  | X-Men: The Last Stand                   | Brett Ratner           | Fantasy, Action, Mystery                                      | 104      | Ja     | Logan / Wolverine |
| 2006 | Scoop – Der Knüller                           | Scoop                                   | Woody Allen            | Komödie, Krimi, Drama                                         | 96       | Ja     | Peter Lyman; Adliger, der als Trittbrettfahrer eines Serienmörders eine unliebsame Prostituierte ermordet hat. |
| 2006 | Prestige – Die Meister der Magie              | The Prestige                            | Christopher Nolan      | Thriller, Mystery, Historienfilm                              | 125      | Ja     | Robert Angier; Wettstreit zweier Zauberkünstler, die mit allen Mitteln kämpfen, um einander zu übertrumpfen. |
| 2006 | The Fountain                                  | The Fountain                            | Darren Aronofsky       | Science-Fiction, Drama                                        | 93       | Ja     | Tomás Verde, Dr. Tommy Creo, Tom – verschiedene Reincarnationen eines Mannes verbunden in drei Handlungs- und Zeitsträngen zu einem faszinierenden Science-Fiction-Puzzle über die Grundthemen der menschlichen Existenz: Liebe, Tod und Unsterblichkeit.                                 |
| 2006 | Happy Feet (2006)                             | Happy Feet                              | George Miller          | Zeichentrick                                                  | 108      | Ja     | Memphis (Stimme) |
| 2006 | Flutsch und weg                               | Flushed away                            | David Bowers, Sam Fell | Zeichentrick                                                  | 84       | Ja     | Roddy (Stimme) |
| 2007 | –                                             | Viva Laughlin: Pilot                    | Gabriele Muccino       | Fernsehserie: Staffel 1, Folge 1                              | 60       | Ja     | Nicky Fontana |
| 2008 | Deception – Tödliche Versuchung               | Deception                               | Marcel Langenegger     | Action, Krimi                                                 | 108      | Ja     | Wyatt Bose / Jamie Getz; Betrüger, der den Wirtschaftsprüfer Jonathan McQuarry manipuliert, für ihn Geld zu stehlen. |
| 2008 | Australia                                     | Australia                               | Baz Luhrmann           | Drama                                                         | 166      | Ja     | The Drover; Australischer Viehtreiber, der 1939 u. ff der englischen Adligen Sarah Ashley hilft, die Farm ihres verstorbenen Mannes zu retten. |
| 2008 | –                                             | Uncle Jonny                             | Mark Constable         | Kurzfilm                                                      | 7        | Ja     | Uncle Russell; Der 7-jährige Jonathan erwähnt ihn in seinem Monolog. Er hat Onkel Russel nie getroffen, weil er immer um die Welt reist. |
| 2009 | X-Men Origins: Wolverine                      | X-Men Origins: Wolverine                | Gavin Hood             | Fantasy, Action, Mystery                                      | 106      | Ja     | Logan / Wolverine |
|      |                                               |                                         |                        | 2010er                                                        |          |        | |
| 2011 | X-Men: Erste Entscheidung                     | X-Men: First Class                      | Matthew Vaughn         | Fantasy, Action, Mystery                                      | 131      | Nein   | Logan / Wolverine |
| 2011 | Der Seidenfächer                              | Snow Flower and the Secret Fan          | Wayne Wang             | Drama, Historienfilm                                          | 104      | Ja     | Arthur, australischer Geschäftsmann; (Ex-)Partner von Sophia. |
| 2011 | Alles in Butter                               | Butter                                  | Jim Field Smith        | Komödie                                                       | 90       | Ja     | Boyd Bolton; Nicht sehr heller Gebrauchtwagenhändler, der seiner Exflamme Laura hilft bei einem Butterschnitzwettbewerb zu betrügen. |
| 2011 | Real Steel                                    | Real Steel                              | Shawn Levy             | Science-Fiction, Action                                       | 126      | Ja     | Charlie Kenton; Kenton ist ein ehemaliger Boxer, der als wenig erfolgreicher Roboterkontrolleur an Roboter-Boxkämpfen teilnimmt. Durch den Tod seiner Ex-Freundin muss er die Ferien mit seinem Sohn Max verbringen, der einen sehr erfolgreichen Roboter aus Schrottteilen zusammenbaut. |
| 2012 | Die Hüter des Lichts                          | Rise of the Guardians                   | Peter Ramsey           | Fantasy, Zeichentrickfilm                                     | 97       | Ja     | Bunny, der Osterhase (Stimme) |
| 2012 | Les Misérables                                | Les Misérables                          | Tom Hooper             | Musical, Drama                                                | 158      | Ja     | Jean Valjean; Ein nach 19 Jahren Gefangenschaft entlassener Ex-Sträfling, der sein ganzes Leben mit dieser Vergangenheit kämpft. |
| 2013 | Movie 43                                      | Movie 43                                | Verschiedene           | Komödie; 1. von 11 Kurzfilmen mit Rahmenhandlung              | 7 von 94 | Ja     | Davis; Erfolgreicher Mann, der sich mit Beth in einem Restaurant trifft. Als er seinen Schal abnimmt, entdeckt Beth, dass der gutaussehende Mann von Zeitschriftencover doch ein „Sackgesicht“ ist.                                                                                       |
| 2013 | Wolverine: Weg des Kriegers                   | The Wolverine                           | James Mangold          | Fantasy, Action, Mystery                                      | 136      | Ja     | Logan / Wolverine |
| 2013 | Prisoners                                     | Prisoners                               | Denis Villeneuve       | Drama, Thriller, Krimi                                        | 146      | Ja     | Keller Dover; Vater einer Tochter, die entführt wird und der absolut alles daran setzt, sie wieder zu bekommen. |
| 2014 | X-Men: Zukunft ist Vergangenheit              | X-Men: Days of Future Past              | Bryan Singer           | Fantasy, Action, Mystery                                      | 131      | Ja     | Logan / Wolverine |
| 2014 | Nachts im Museum: Das geheimnisvolle Grabmal  | Night at the Museum: Secret of the Tomb | Shawn Levy             | Komödie, Abenteuer, Fantasy                                   | 98       | Nein   | Er selbst; Hugh Jackman, der als König Artus auf der Bühne steht. |
| 2015 | Chappie                                       | Chappie                                 | Neill Blomkamp         | Action, Science-Fiction                                       | 120      | Ja     | Vincent Moore; Entwickler des Kampfroboters MOOSE. |
| 2015 | Pan                                           | Pan                                     | Joe Wright             | Abenteuer, Fantasy                                            | 112      | Ja     | Captain Blackbeard; Widersacher von Peter Pan. |
| 2015 | Ich und Earl und das Mädchen                  | Me and Earl and The Dying Girl          | Alfonso Gomez-Rejon    | Drama                                                         | 106      | Nein   | Logan / Wolverine (Stimme); Imaginäre Stimme eines Wolverine-Fotos an der Wand. |
| 2016 | Eddie the Eagle – Alles ist möglich           | Eddie the Eagle                         | Dexter Fletcher        | Biografie, Drama                                              | 105      | Ja     | Bronson Peary; Skisprungtrainer von Michael Edwards, dem schlechtesten Skispringer bei den Olympischen Winterspielen aller Zeiten. Nach einer wahren Geschichte. |
| 2018 | Greatest Showman                              | The Greatest Showman                    | Michael Gracey         | Biografie, Drama, Musical                                     | 105      | Ja     | P. T. Barnum |
| 2018 | Der Spitzenkandidat                           | The Front Runner                        | Jason Reitman          | Biografie, Drama                                              | 114      | Ja     | Gary Hart, ein demokratischer Senator aus Colorado, der sich als Kandidat für die Vorwahlen der Präsidentschaftswahl in den Vereinigten Staaten im Jahr 1988 aufstellen lässt. |
| 2018 | Mister Link – Ein fellig verrücktes Abenteuer | Missing Link                            | Chris Butler           | Abenteuerfilm, Animationsfilm                                 | 95       | Ja     | Sir Lionel Frost (Stimme), ein Mythenjäger, der die Existenz eines legendären Vorfahren des Menschen beweisen will. |
| 2019 |                                               | Bad Education                           | Cory Finley            | Komödie, Drama                                                | 103      | Ja     | Frank Tassone |